# Протокол к Мадридскому соглашению о международной регистрации знаков
Протокол к Мадридскому соглашению о международной регистрации знаков (англ. Protocol Relating to the Madrid Agreement Concerning the International Registration of Marks), заключен в 1989 году, является основой регулирования Мадридской системы международной регистрации знаков.
Административные функции Протокола выполняет Всемирная организация интеллектуальной собственности.
По состоянию на 2022 год участниками являются 128 государств.